# Joaquín Mosqueira
Joaquín Mosqueira (Rosario, Provincia de Santa Fe, Argentina; 1 de noviembre de 2004) es un futbolista argentino. Juega como mediocampista central y su primer equipo fue Unión de Santa Fe. Actualmente se encuentra en Talleres de Córdoba de la Liga Profesional.

## Trayectoria

### Inicios
Nacido en Rosario, Joaquín Mosqueira comenzó su carrera en las inferiores de Newell's Old Boys hasta la 8.ª división. Posteriormente pasó por la Liga Casildense, jugando primero en Arnold FC en 2019 y luego haciendo pretemporada con Atlético Pujato en 2020 hasta que el fútbol fue suspendido debido a la pandemia del Covid-19.

### Unión de Santa Fe
En 2021 se desempeñó en Renato Cesarini y al año siguiente pasó a formar parte de las divisiones formativas de Unión de Santa Fe luego de ser captado por Marcelo Aranda, el coordinador de inferiores. Tras destacarse en 5.ª división, rápidamente se hizo de un lugar en el equipo de Reserva.
Ya en 2023 el entrenador Gustavo Munúa lo llevó a la pretemporada con el plantel profesional, pero fue Marcelo Mosset quien lo hizo debutar oficialmente con la camiseta tatengue el 8 de abril, en la derrota 3-0 como local ante Belgrano de Córdoba: ese día ingresó en el ET en reemplazo de Luciano Aued. Al poco tiempo firmó su primer contrato.

### Talleres de Córdoba
El 20 de enero de 2025 se confirma oficialmente su transferencia a Talleres de Córdoba.

## Clubes
- Actualizado al 18 de agosto de 2025

| Club                | Div.                | Temporada           | Liga | Liga | Copa Nacional | Copa Nacional | Copa Internacional | Copa Internacional | Total | Total |
| Club                | Div.                | Temporada           | PJ   | G    | PJ            | G             | PJ                 | G                  | PJ    | G     |
| ------------------- | ------------------- | ------------------- | ---- | ---- | ------------- | ------------- | ------------------ | ------------------ | ----- | ----- |
| Unión Argentina     | 1.ª                 | 2023                | 11   | 0    | 13            | 1             | -                  | -                  | 24    | 1     |
| Unión Argentina     | 1.ª                 | 2024                | 23   | 1    | 13            | 2             | -                  | -                  | 36    | 3     |
| Unión Argentina     | Total               | Total               | 34   | 1    | 26            | 3             | -                  | -                  | 60    | 4     |
| Talleres Argentina  | 1.ª                 | 2025                | 14   | 0    | 2             | 0             | 1                  | 0                  | 17    | 0     |
| Talleres Argentina  | Total               | Total               | 14   | 0    | 2             | 0             | 1                  | 0                  | 17    | 0     |
| Total en su carrera | Total en su carrera | Total en su carrera | 48   | 1    | 28            | 3             | 1                  | 0                  | 77    | 4     |

## Palmarés

### Campeonatos nacionales
| Título                  | Club                | País      | Año  |
| ----------------------- | ------------------- | --------- | ---- |
| Supercopa Internacional | Talleres de Córdoba | Argentina | 2025 |